# Platynocera
Platynocera là một chi bọ cánh cứng trong họ Chrysomelidae.
Chi này được miêu tả khoa học năm 1846 bởi Blanchard.

## Các loài
Các loài trong chi này gồm:
- Platynocera anicohi (Bechyne & Bechyne, 1961)
- Platynocera glabra (Blake, 1936)
- Platynocera murina (Blanchard, 1846)
- Platynocera peruviana (Bechyne, 1956)